# Bạch Tuyết và gã thợ săn
Snow White & the Huntsman ("Bạch Tuyết và gã thợ săn") là bộ phim thuộc thể loại phiêu lưu, giả tưởng được công chiếu năm 2012, đạo diễn bởi Rupert Sanders và kịch bản viết bởi Evan Daugherty.

## Lịch sử
Bộ phim được dự kiến ra mắt ngày 1 tháng 6 năm 2012 ở Mỹ. Cốt truyện trong phim dựa trên cốt truyện Bạch Tuyết gốc có chỉnh sửa lại nhiều tình tiết, và mang màu sắc u ám.

## Nội dung
Trong phim, Kristen Stewart đóng vai là người duy nhất đẹp hơn hoàng hậu (Charlize Theron) nên mụ đã rắp tâm tiêu diệt nàng. Nhưng hoàng hậu không ngờ rằng mối đe dọa đến ngai vàng của mình đã được huấn luyện võ nghệ bởi một thợ săn (Chris Hemsworth) - người đồng thời được hoàng hậu phái đi giết Bạch Tuyết. Sam Claflin đóng vai hoàng tử bị mê hoặc bởi nhan sắc và sức mạnh của Bạch Tuyết.

## Phân vai
- Kristen Stewart vai Bạch Tuyết
- Charlize Theron vai Ravenna, Hoàng hậu độc ác
- Chris Hemsworth vai thợ săn Eric
- Sam Claflin vai Hoàng tử William
- Lily Cole vai Greta
- Christopher Obi vai Gương thần

Các chú lùn
- Ian McShane vai Caesar
- Stephen Graham vai Nero
- Bob Hoskins vai Constantine
- Toby Jones vai Cladius
- Eddie Marsan vai Hadrian
- Eddie Izzard vai Tiberius
- Ray Winstone vai Trajan
- Nick Frost vai Gus